# バイオパズラー
バイオパズラー (Bio Puzzler)は、1990年代半ば頃にカバヤ食品が発売していた食玩シリーズ。正式名称はバイオパズラー 魔獣結合体 ガム。

## 概要
1994年〜96年にカバヤから発売された食玩シリーズ名。「魔獣」と呼ばれる動物や昆虫、恐竜などの生物をモチーフにした立体パズル風の玩具であり、7体程度の魔獣を組み合わせることで、様々な神話に登場する神や悪魔、伝説上の生物などをモチーフにした巨大な「結合魔獣」を完成させる。さらにジョイントが統一されているため、複数の商品を自由に組み合わせ、オリジナルの結合魔獣を作れるのが特徴となっている。売価200円のものが6弾、300円のものが4弾発売され、1弾あたり4種類または2種類のラインナップとなっている。ひとつの弾の全ての商品を揃えることで、「最強結合体」や「キング魔獣」と呼ばれるその弾を代表する結合魔獣が完成する。
商品には、菓子（板ガム）、魔獣フィギュア（200円のものは成型色が2色の塩ビ製で2パターンのカラーバリエーション、300円のものはプラスチック製の組立モデルで成型色は3色の1パターンで固定）の他、バイオハンター（魔獣を操るキャラクター）のミニフィギュアと組立説明書、名刺サイズのコレクションカード1枚が含まれる。このカードは1弾あたり10種類で、表には魔獣やキャラクターのカラーイラスト、裏面には10話で完結するその弾のストーリーと挿絵が掲載されている。ボックスは窓付きで、商品の種類は選んで買うことができるが、コレクションカードはランダムに封入されている。

## 展開
販売開始以降、その人気が高まると、『月刊コロコロコミック』などで特集が組まれるようになり、『別冊コロコロコミック』では、谷上俊夫による漫画、「魔獣結合体バイオパズラーBABAバン」（別冊コロコロコミック Special No.62 1995年2月号） と「バイオパズラー魔獣王子ピム」（別冊コロコロコミック Special No.63 1995年4月号）が掲載されていた。
コロコロ主催のイベントではバイオパズラーのコーナーも出展されており、イベントでは製作担当会社のデザイナーが自作したビデオが流されたり、それまでのカードの紹介が記載されたチラシやポスターが配布されたほか、1/100スケールのバイオルシファーのモデルが制作されていた。
テレビでもPart3、Part4、NEO Part1、NEO Part2の4種類のCMが放送された。

## ラインナップ

### バイオパズラー 魔獣結合体 Part1
各200円（税別）。全4種類。バイオハンターの血をひくバンは王の命令を受け、3人の仲間とともに魔王討伐に旅立つ。
バイオパズラーの最初のシリーズ。科学と魔法が入り乱れ、魔獣が存在する世界、「魔界ゾーン」を舞台に、悪の魔王ダイアクマスとの戦いが繰り広げられる。
1.バイオドラゴン / 結合ポイント2600
魔界ゾーンのチャチャ出身のバイオハンター・バンが操るLv11の超竜族の結合魔獣。ワニゲーター（頭部 / 500）、ワニガメッシュ（胴体 / 800）、ハブラ（両腕 / 200×2）、イグアナドン（両脚 / 400×2）、バットン（翼 / 100）の7体の魔獣がバンの持つドラゴンソードの力で結合する。炎の攻撃に優れ、攻守のバランスが良い。
なお、バンは「バイオパズラー魔獣結合体」全体を通した主人公の一人であり、後のシリーズにも中心人物として登場する。
2.バイオグリフォン / 結合ポイント2450
魔界ゾーンのククト出身の女バイオハンター・カチューシャが操るLv9の超空族の結合魔獣。ヘルホーク（頭部 / 600）、シシオン（胴体 / 700）、ウル（前脚 / 300×2）、ガルマジロ（後脚 / 100×2）、コンドラー（翼 / 350）の7体の魔獣が結合する。スピード戦に優れ、空中戦で威力を発揮する。
3.バイオクラーケン / 結合ポイント2500
魔界ゾーンのスータ出身のバイオハンターにしてマッドサイエンティスト、マッドジョーが操るLv10の超魚族の結合魔獣。イカデン（頭部 / 400）、ロブ（胴体 / 300）、シャーギン（両腕 / 300×2）、アンモン（両脚 / 300×2）、マンダーゲイ（翼 / 600）の7体の魔獣がマッドジョーの科学力で結合する。水の攻撃に優れ、水中戦で威力を発揮する。
4.バイオミノタウラー / 結合ポイント2400
魔界ゾーンのゴゴン出身のバイオハンター・ガンテツが操るLv9の超獣族の結合魔獣。ギュードン（頭部 / 300）、ギガンチュラ（胴体 / 600）、ドブネズラー（両腕 / 350×2）、サイゴミス（両脚 / 300×2）、ムカデン（尻尾 / 200）の7体の魔獣が結合する。パワーが非常に優れ、接近戦で威力を発揮する。
- バイオキングドラゴン / 結合ポイント4300

4人のバイオハンターの心がひとつになった時、バンがバイオドラゴンを中心にグリフォン、クラーケン、ミノタウラーの4体の結合魔獣をドラゴンソードの力で結合することによって誕生するLv20の超巨竜族の最強結合魔獣。ワニゲーター、ロブ、ドブネズラー×2、シシオン、サイゴミス×2、イグアナドン×2、バットン、マンダーゲイの11体の魔獣で構成されている。結合に失敗すると全ての魔獣が失われるというリスクもある。
- その他

説明書やカードに記載のあるオリジナルの結合魔獣は、バイオライガース（超獣族Lv9 / 2300）、バイオガメグリフ（超空族Lv12 / 2750）、バイオハンギョーラ（超魚族Lv13 / 2950）、バイオエイギン（超魚族Lv12 / 2750）、バイオウォリアーズ（超獣族Lv14 / 3000）の5体。

### バイオパズラー 魔獣結合体 Part2
各200円（税別）。全4種類。ダイアクマスの前線基地である島、暗黒魔獣大陸に上陸したバンは敵の罠で仲間と分断され、絶体絶命のピンチに陥る。そこに現れた魔獣仮面とは何者か。バンの新たな魔獣とは。
1.バイオヘラクレス / 結合ポイント2800
ドラゴンソードを失ったバンが新たに操るLv15の超甲族の結合魔獣。カブトン（頭部 / 400）、ヒグラシーン（胴体 / 600）、イモンガ（両腕 / 300×2）、サソリーナ（両脚 / 300×2）、ガニブトン（盾、背中 / 600）の7体の魔獣がバンがソミュアより与えられたヘラクレスソードの力で結合する。甲族の為、その防御力は高く接近戦に於いてもその特性を活かし威力を発揮する。
2.バイオワイバーン / 結合ポイント2800
バンの窮地を救った謎の仮面の戦士、魔獣仮面が操るLv15の超空族の結合魔獣。プテランダー（頭部 / 600）、ウープー（胴体 / 400）、インコーン（左右の翼 / 200×2）、メガトンビー（両脚 / 400×2）、ゴクラクトンボー（尻尾 / 600）の7体の魔獣が結合する。超音波攻撃を得意とし、空中戦に於いては俊敏な動きで敵を翻弄する。
なお、魔獣仮面は「バイオパズラー魔獣結合体」全体を通した重要人物であり、NEO-Z Part2にてその正体が明かされる。
3.バイオケルベロス / 結合ポイント2700
ダイアクマスに操られていたバイオハンター・オージンが操るLv13の超獣族の結合魔獣。ドーベルン（中央の頭部 / 600）、チータン（胴体 / 600）、シェパン（左右の頭部＋前脚 / 200×2）、ガスカンビー（後脚 / 400×2）、ドクトカゲン（尻尾 / 300）の7体の魔獣が結合する。荒々しい性格でその牙は敵を一かみにする威力がある。
4.バイオマーメーダス / 結合ポイント2600
バンの父親と共にダイアクマスと戦った戦士を父に持つ女バイオハンター・ソミュアが操るLv11の超魚族の結合魔獣。ホーラガイン（頭部 / 200）、タツノー（胴体 / 400）、カサゴーン（両腕 / 400×2）、エンギョーラ（両脚 / 500×2）、トビーン（翼 / 200）の7体の魔獣が結合する。水中戦に於いてその威力を発揮し、巨大な爪による攻撃を得意とする。
- バイオキングヘラクレス / 結合ポイント5000

バンがバイオヘラクレスを中心にワイバーン、ケルベロス、マーメーダスの4体の結合魔獣をヘラクレスソードの力で結合したLv25の超巨甲族の最強結合魔獣。カブトン、エンギョーラ×2、カサゴーン×2、タツノー、ガスカンビー×2、イモンガ×2、インコーン×2、プテランダーの13体の魔獣で構成されている。
- その他

説明書やカードに記載のあるオリジナルの結合魔獣は、バイオウルガー（超獣族Lv10 / 2400）、バイオプテラス（超空族Lv14 / 3900）、バイオオニオコゼン（超魚族Lv16 / 3200）、バイオバニーラ（超魚族Lv13 / 3200）、バイオゲーナイト（超獣族Lv19 / 4200）の5体。

### バイオパズラー 魔獣結合体 Part3
各200円（税別）。全4種類。バン達は魔洞窟にてダイアクマス配下のバイオハンター・四天王の挑戦を受ける。だが、それはダイアクマスの罠であった。
1.バイオルシファー / 結合ポイント3000
ダイアクマス四天王の一人であった魔獣仮面が操るLv16の超天族の結合魔獣。サイ・チョウ（頭部 / 500）、イーグラン（胴体 / 300）、バチドリー（両腕 / 500×2）、ハゲーダ（両脚 / 500×2）、カモメン（翼 / 200）の7体の魔獣が結合する。強大な闇の力に包まれており、敵の攻撃を無力化する力を持つ。
2.バイオサラマンダー / 結合ポイント2800
ダイアクマス四天王の一人である狼人間、ガウリーが操るLv15の超竜族の結合魔獣。アーロン（頭部 / 500）、ガーマン（胴体 / 400）、ラブトン（両腕 / 300×2）、カメレン（両脚 / 500×2）、デーブロン（背びれ / 300）の7体の魔獣が結合する。必殺技は敵全てを焼きつくす「バーニング・アタック」。
3.バイオポセイダー / 結合ポイント2900
ダイアクマス四天王の一人である青龍刀の使い手、バッサンが操るLv15の超魚族の結合魔獣。ガニドーラ（頭部 / 300）、ジョーズン（胴体 / 600）、ヤドガリー（両腕 / 500×2）、ハコブー（両脚 / 400×2）、ヤツメン（背中 / 200）の7体の魔獣が結合する。溶解液を吐き、4本のシザーハンドで敵を攻撃する。
4.バイオペガサス / 結合ポイント2800
ダイアクマス四天王の紅一点、エミールが操るLv15の超獣族の結合魔獣。ヒッポース（頭部 / 500）、インパーラ（胴体 / 600）、トーナカイザー（前脚 / 400×2）、ダチョーン（後脚 / 300×2）、ラビー（翼 / 300）の7体の魔獣が結合する。幻覚を与えた敵に、鋭い角による一撃を加える戦法を得意とする。
- バイオキングルシファー / 結合ポイント5800

魔獣仮面がバイオルシファーを中心にサラマンダー、ポセイダー、ペガサスの4体の結合魔獣を結合したLv27の超天空族の最強結合魔獣。サイ・チョウ、ジョーズン、バチドリー×2、ハゲーダ×2、ラブトン×2、トーナカイザー×2、ヤドガリー×2、デーブロンの13体の魔獣で構成されている。
- その他

説明書やカードに記載のあるオリジナルの結合魔獣は、バイオオロバース（超獣族Lv10 / 2400）、バイオリザードリィ（超竜族Lv16 / 3100）、バイオスザーク（超天族Lv17 / 3300）、バイオザウロード（超竜族Lv17 / 3400）、バイオシルフィード（超天族Lv19 / 4100）の5体。

### バイオパズラー 魔獣結合体 Part4
各200円（税別）。全4種類。通常の魔獣が活動できない極寒の地、ムーア大陸を舞台に氷の魔獣の戦いが繰り広げられる。
魔獣フィギュアは氷の魔獣をイメージし、透明な素材となっている。
1.バイオセイレーン / 結合ポイント3500
ムーア大陸の統治者、ヒエール13世の妹であるナーシャが操るLv17の氷魚族の氷の結晶魔獣。リューグー（頭部 / 300）、キャビアン（胴体 / 900）、ザリガー（両腕 / 400×2）、カジキング（両脚 / 500×2）、ホウボーン（背中 / 300）の7体の魔獣が結合する。必殺技は頭部のエメラルドホーンを使った粉砕攻撃。本編ストーリーの後半では魔獣をうまく操れないナーシャに代わってバンが操っている。
商品のバイオハンターのミニフィギュアはバンのものが付属する。
2.バイオゴーバルドー / 結合ポイント3300
ヒエール13世の友人である雪男のバイオハンター・グリモフが操るLv17の氷獣族の氷の結晶魔獣。フォッガー（頭部 / 500）、ブルベアー（胴体 / 600）、サーベルガー（両腕 / 500×2）、イノシス（両脚 / 500×2）、モンモンガー（背中 / 200）の7体の魔獣が結合する。そのありあまるパワーで敵を粉砕する。必殺技は「ブレイクブリザード」。猛烈な吹雪を起こす能力がある。
3.バイオスフィンクス / 結合ポイント3200
ヒエール13世に仕える女バイオハンター・アリアンが操るLv16の氷獣族の氷の結晶魔獣。ツタンニャーメン（頭部 / 400）、マ・トーン（胴体 / 600）、フラミンガー（前脚 / 500×2）、ラクー（後脚 / 500×2）、トビトカ（翼 / 200）の7体の魔獣が結合する。必殺技は3つの宝玉から放つ強力な破壊光線「ジュエルブラスト」。雪崩を起こす能力がある。
4.バイオジェロニモ / 結合ポイント3400
ムーア大陸を治める若き王、ヒエール13世が操るLv17の氷鳥族の氷の結晶魔獣。クジャーク（頭部 / 800）、レアコブラ（胴体 / 400）、ガドック（左右の翼 / 500×2）、スズメス（両脚 / 400×2）、キ・イージー（尾羽 / 400）の7体の魔獣が結合する。巨大な羽で吹雪を起こして相手の視界を奪い、巨大な爪で切り刻む攻撃が得意。
- バイオクイーンセイレーン / 結合ポイント5600

ナーシャがバイオセイレーンを中心にゴーバルドー、スフィンクス、ジェロニモの4体の氷の結晶魔獣を結合したLv25の氷魚族のキング魔獣に相当する結合魔獣。リューグー、キャビアン、ガドック×2、ラクー×2、サーベルガー×2、トビトカ、カジキング×2の11体の魔獣で構成されている。本編ストーリーでは未登場だが、ヒエールの回想にて名前のみ登場している。
- バイオキングジェロニモ / 結合ポイント6100

ヒエール13世がバイオジェロニモを中心にセイレーン、ゴーバルドー、スフィンクスの4体の氷の結晶魔獣を結合したLv28の氷鳥族の最強結合魔獣。クジャーク、キャビアン、フラミンガー×2、ガドック×2、カジキング×2、サーベルガー×2、キ・イージーの11体の魔獣で構成されている。
- バイオハイパーセイレーン / 結合ポイント6700

ナーシャに代わってバイオセイレーンを操るバンがセイレーンを中心にゴーバルドー、スフィンクス、ジェロニモの4体の氷の結晶魔獣を新たに結合したLv30の超氷魚族の最強結合魔獣にしてキング魔獣を超えるハイパー魔獣。リューグー、キャビアン、ラクー×2、カジキング×2、サーベルガー×2、イノシス×2、ザリガー×2、モンモンガー、ホウボーンの14体の魔獣で構成されている。必殺技は対象を一瞬で凍らせて粉砕する「超冷凍波」。
- その他

説明書やカードに記載のあるオリジナルの結合魔獣は、バイオガラーシャ（氷竜族Lv18 / 3600）、バイオファラオス（氷獣族Lv22 / 4800）、バイオドンベス（氷竜族Lv23 / 5100）の3体。

### スーパーバイオパズラー 聖魔獣伝説 Part1
各300円（税別）。全4種類。ダイアクマスの今までにない強力な魔獣の前にバン達は敗北した。彼らは聖なる地に封印されているという精霊の力を求めて聖なる森に向かう。
Part1の魔獣（成型色はメタリックなものに変更）に四大元素をモチーフとした精霊テクター（プラスチック製の強化パーツで、成型色は金色と銀色の1パターンで固定）を追加したシリーズ。魔獣と精霊テクターを組み合わせることでスーパー魔獣が完成し、精霊テクターにはバイオハンターのミニフィギュアを搭乗させることもできる。付属のカード（全10種類）を全種類集めると後述の最強結合体の組み立て方と全体図が完成する。
1.バイオスーパードラゴン（バイオドラゴン＋テクターファイヤード） / HP3400（魔獣パワー2600＋精霊パワー800）
聖戦士の称号を得たバンが操るスーパー魔獣（精霊結合魔獣）。バイオドラゴンとエレメントナーガが4つに分かれた一つ、テクターファイヤードが精霊結合する。
2.バイオスーパーグリフォン（バイオグリフォン＋テクターウィンド） / HP3150（魔獣パワー2450＋精霊パワー700）
聖戦士の称号を得たカチューシャが操るスーパー魔獣（精霊結合魔獣）。バイオグリフォンとエレメントナーガが4つに分かれた一つ、テクターウィンドが精霊結合する。
3.バイオスーパークラーケン（バイオクラーケン＋テクターアクアス） / HP3200（魔獣パワー2500＋精霊パワー700）
聖戦士の称号を得たマッドジョーが操るスーパー魔獣（精霊結合魔獣）。バイオクラーケンとエレメントナーガが4つに分かれた一つ、テクターアクアスが精霊結合する。
4.バイオスーパーミノタウラー（バイオミノタウラー＋テクターグランド） / HP3100（魔獣パワー2400＋精霊パワー700）
聖戦士の称号を得たガンテツが操るスーパー魔獣（精霊結合魔獣）。バイオミノタウラーとエレメントナーガが4つに分かれた一つ、テクターグランドが精霊結合する。
- エレメントナーガ / 精霊パワー2900

聖なる地に封印されていた巨大な竜の姿をした精霊結合体。4つの精霊テクターに分離し、魔獣と精霊結合することでそのパワーを数倍にアップさせる。
組立モデルは各商品に付属する全ての精霊テクターを組み合わせることで完成する。
- バイオスーパーキングドラゴン / HP6500（魔獣パワー4300＋精霊パワー2200）

聖戦士の称号を得た4人のバイオハンターがバイオキングドラゴンと全ての精霊テクターを精霊結合した最強精霊結合魔獣。

### スーパーバイオパズラー 聖魔獣伝説 Part2
各300円（税別）。全2種類。妖精都市と呼ばれる古代遺跡にやってきたバン達は、遺跡を守る妖精と戦う。そして、魔界ゾーンに伝わる魔獣誕生の秘密が明かされる。
組立モデルは組み替えで2種類の結合魔獣に組み合わせられる。付属のカード（全10種類）を全種類集めると、実写に近いジオラマ風景の古代遺跡の全景が完成する。
1.バイオキマイラ / HP3400 ⇒ バイオアシュラス / HP4000
古代遺跡を守る妖精、バイオフェアリー・シュラ（HP200）が操るいにしえの魔獣。ヤマアラシン（頭部）、ヒョーキン（上半身）、ゴ・クロウ（下半身）、ギリギリス×2（前脚＋後脚の飾り ⇒ 両腕）、オットート×2（後脚 ⇒ 両脚）の7体の魔獣が結合する。バイオキマイラがバン達の聖戦士の力を受けて転生結合することで転生結合魔獣バイオアシュラスとなる。
2.バイオホウオウ / HP3000 ⇒ バイオシェンロン / HP3300
シュラと共に古代遺跡を守る女妖精、バイオフェアリー・シャロン（HP150）が操るいにしえの魔獣。サギダー（頭部＋胴体 ⇒ 胴体）、ランボリー×2（左右の翼 ⇒ 後脚）、セラピス×2（頭部の飾り＋両脚 ⇒ 前脚）、ムツ・ゴロス（頭部の飾り＋尾羽 ⇒ 尻尾）、イクチオン（尾羽 ⇒ 頭部）の7体の魔獣が結合する。バイオホウオウがバン達の聖戦士の力を受けて転生結合することで転生結合魔獣バイオシェンロンとなる。
- 武装バイオアシュラス / HP4500

説明書やカードに記載のあるバイオアシュラスの武装形態。バイオアシュラスがバイオシェンロンのパーツを武器として装備する。本編ストーリーでは未登場。
- バイオティアマット / HP6400

シュラとシャロンがバイオキマイラとバイオホウオウの2体のいにしえの魔獣を結合した最強結合魔獣。イクチオン、ヒョーキン、サギダー、ギリギリス×2、ゴ・クロウ、ムツ・ゴロス、オットート×2、ランボリー×2、セラピス×2の13体の魔獣で構成されている。
- バイオリーンドルガー / HP7300

シュラとシャロンがバイオアシュラスとバイオシェンロンの2体の転生結合魔獣を結合した最強転生結合魔獣。ヤマアラシン、ヒョーキン、ゴ・クロウ、イクチオン、サギダー、ムツ・ゴロス、ギリギリス×2、オットート×2、セラピス×2、ランボリー×2の14体の魔獣で構成されている。必殺技は「メテオブラスター」（HP8500）。

### バイオパズラー 魔獣結合体 NEO Part1
各200円（税別）。全4種類。時は、未来。世界は魔界と化した。ハヤテと３人のバイオハンター達は、謎の石像に導かれ、戦いの荒野へと旅立った。
これまでのシリーズとは独立した世界観の番外編となるシリーズ。魔獣の住む魔界と化した世界を舞台に魔獣王ハーデスの野望と世界の魔獣化の秘密を解き明かしていく。
魔獣フィギュアは神像魔獣をイメージし、成型色の片方が白に細かい粒子の入った石像風の素材となっている。
1.バイオオーディーン / 結合ポイント4500
ドーム都市エードに住む少年、ハヤテが操るLv21の神竜族の神像魔獣。トリケラー（頭部 / 900）、ステゴス（胴体 / 900）、ペリーカン（両腕 / 500×2）、カーモノ・ハシー（両脚 / 600×2）、ウミガメラ（背中 / 500）の7体の魔獣が結合する。全身から発せられる必殺技「ドラゴニックブラスト」は浴びたものを跡形もなく吹き飛ばす。
2.バイオガルーダー / 結合ポイント4200
あらゆる格闘技をマスターした女バイオハンター・セイランが操るLv20の神空族の神像魔獣。シソーチョン（頭部 / 900）、キ・ウィー（胴体 / 800）、ハヤブーサー（左右の翼 / 400×2）、ドードン（両脚 / 600×2）、ハトポップ（尾羽 / 500）の7体の魔獣が結合する。空に於いてその力を発揮し、巨大な翼を使ったソニックバスターで敵を一掃する。
3.バイオクトゥルー / 結合ポイント4500
海賊と呼ばれるバイオハンターにしてハーデスや世界の魔獣化の秘密を握る男、ギーンが操るLv21の神魚族の神像魔獣。タコヤーキン（頭部 / 700）、マッコー（上半身 / 1000）、ウ・マンボ（下半身 / 400）、サコファン（両腕 / 700×2）、アンキモー（両脚 / 500×2）の7体の魔獣が結合する。水中でその力を発揮し、両腕から放つウオータースクリュードライバーが武器。
4.バイオガンネーシャ / 結合ポイント4400
世界の異変前はスポーツ選手だったバイオハンター・サンダースが操るLv21の神獣族の神像魔獣。ナウマンダー(頭部 / 900）、カバラー（胴体 / 900）、ゾウガメン（両腕 / 600×2）、マイマイン（両脚 / 600×2）、ゴカイダー（髪 / 200）の7体の魔獣が結合する。みなぎるパワーで敵を粉砕し、この魔獣が通りすぎた後には何も残らない。
- バイオキングオーディーン / 結合ポイント8100

ハヤテがバイオオーディーンを中心にガルーダー、クトゥルー、ガンネーシャの4体の神像魔獣を結合したLv34の超神空族の最強結合魔獣。トリケラー、ステゴス、マッコー、アンキモー×2、ウ・マンボ、ペリーカン×2、ドードン×2、ハヤブーサー×2、ゾウガメン×2、ゴカイダーの15体の魔獣で構成されている。
- その他

説明書やカードに記載のあるオリジナルの結合魔獣は、バイオトルネードン（神竜族Lv22 / 4800）、バイオコルセィア（神魚族Lv22 / 4900）、バイオバンデッド（神竜族Lv22 / 4800）、バイオドラッケン（神空族Lv27 / 5800）、バイオギガントス（神獣族Lv28 / 6200）の5体。

### バイオパズラー 魔獣結合体 NEO Part2
各200円（税別）。全4種類。世界を股に掛けるバイオサーカス団。その正体はマスタークラスのバイオハンター達だった。ハヤテを助けたことから彼らの戦いの幕が開かれる。
NEOシリーズ完結編。8人のバイオハンターと8体の魔獣が集結し、自ら魔獣と化したバイオハーデスとの最終決戦が繰り広げられる。
魔獣フィギュアはメタル魔獣をイメージし、成型色が濃いメタリックとなっている。
1.バイオハヌマーン / 結合ポイント4900
バイオサーカス団のギタリストにしてその実態は魔獣王ハーデスに対抗できるマスタークラスのバイオハンター・パッカードが操るLv22の風神族のメタル魔獣。ゴクラック（頭頂部 / 200）、テ・ナーガ（頭部 / 1000）、アルマン・ギア（胴体 / 900）、エリマキング（両腕 / 600×2）、ヒクイ・ドリー（両脚 / 800×2）の7体の魔獣が結合する。大気のパワーを宿し、空を飛ぶ速度は魔獣最速を誇る。必殺技は超電子の竜巻を起こす「ブリッツトルネード」。
2.バイオキリンダー / 結合ポイント4800
バイオサーカス団の団長にして魔獣将軍の異名を持つマスタークラスのバイオハンター、そしてギーンと同様にハーデスや世界の魔獣化の秘密を握る男、ベラルコが操るLv22の火神族のメタル魔獣。ステラコス（頭部 / 900）、ピューマン（胴体 / 500）、マスカラス（前脚 / 700×2）、デメギドラ（後脚 / 600×2）、イターチン（尻尾 / 800）の7体の魔獣が結合する。炎のパワーを宿し、普段はベラルコのパワーでトランプの中に封印されている。必殺技は全身から灼熱の炎を吹き出して焼き尽くす禁断の技「バーニングインフェルノ」。
3.バイオベルゼルガー / 結合ポイント4800
バイオサーカス団のピエロにしてクレイジー・ピエロの異名を持つマスタークラスのバイオハンター・アラーシが操るLv22の地神族のメタル魔獣。クワガータン（頭部 / 600）、デントー（上半身 / 400）、カマ・キリー（下半身 / 800）、モングラー（両腕 / 800×2）、ダックス（両脚 / 700×2）の7体の魔獣が結合する。地のパワーを宿し、他の魔獣を凌駕するパワーを誇る。必殺技は両腕のドリルから繰り出される「ドリルグラビトン」。
4.バイオシーレーン / 結合ポイント4700
バイオサーカス団の猛獣使いにしてバイオクイーンの異名を持つマスタークラスの女バイオハンター・ユーリアが操るLv21の水神族のメタル魔獣。ミノッカス（頭部 / 800）、トドラス（胴体 / 300）、クラン・ゲー（両腕 / 900×2）、グッピーダ（両脚 / 800×2）、ゲンゴロス（背中 / 200）の7体の魔獣が結合する。水のパワーを宿し、主に水中で威力を発揮する。必殺技は全身の鋭いヒレを展開して体当たりする「ガンガゼアタック」。
- バイオキングハヌマーン / 結合ポイント11600

パッカードがバイオハヌマーンを中心にキリンダー、ベルゼルガー、シーレーンの4体のメタル魔獣を結合したLv50の超風神族の最強結合魔獣。ゴクラック、テ・ナーガ、デントー、カマ・キリー、ゲンゴロス、クワガータン、グッピーダ×2、モングラー×2、クラン・ゲー×2、マスカラス×2、エリマキング×2、ミノッカスの17体の魔獣で構成されている。
- その他

説明書やカードに記載のあるオリジナルの結合魔獣は、バイオインベーダー（水神族Lv25 / 5400）、バイオゴブリン（地神族Lv23 / 5000）、バイオセイリュウ（水神族Lv24 / 5200）、バイオニーベルゲン（地神族Lv28 / 6100）、バイオランスロッド（火神族Lv31 / 6700）の5体。

### バイオパズラー 魔獣結合体 NEO-Z Part1
各300円（税別）。全2種類。異世界の少年、ジャンは夢の中の使者の導きでバイオハンターとして覚醒する。そして、切り札として魔界ゾーンへと旅立つ。
組立モデルは組み替えで2種類の結合魔獣に組み合わせられる。付属のカード（全10種類）を全種類集めると魔獣やバイオハンター達が戦う光景のマップが完成する。
1.バイオホーリーグリフォン / HP5600 ⇒ バイオマスタードラゴン / HP6600（魔獣結合HP5600＋ZパワーHP1000）
魔界ゾーンとは異なる世界の少年、ジャン（HP1000）が操るZODIACの魔獣。ナイトホーク（頭部＋翼 ⇒ 翼 / 1000）、アンキロー（胴体 / 1000）、ウミスズメン（前脚 ⇒ 両腕 / 450×2）、ジメドロドン（後脚 ⇒ 両脚 / 750×2）、ワニゲラス（尻尾の先端 ⇒ 頭部 / 1200）の7体の魔獣が結合する。バイオホーリーグリフォンがジャンのZパワーを受けて結合チェンジすることでバイオマスタードラゴンとなる。
2.バイオソーサークラーケン / HP5500 ⇒ バイオロードヘラクレス / HP6500（魔獣結合HP5500＋ZパワーHP1000）
魔界ゾーンから来た有翼人、クストー（HP900）が操るZODIACの魔獣。イカゲイン（頭部 ⇒ 背中 / 900）、ビードス（上半身＋羽 ⇒ 頭部＋羽 / 1200）、ロブロブ（両肩＋下半身 ⇒ 胴体 / 900）、プテホスビス（両腕 ⇒ 両脚 / 750×2）、ヤドカリン（両脚 ⇒ 両腕 / 500×2）、の7体の魔獣が結合する。バイオソーサークラーケンがジャンのZパワーを受けて結合チェンジすることでバイオロードヘラクレスとなる。
- バイオデスヴァリン / HP8000（魔獣結合HP7000＋ZパワーHP1000）

ジャンとクストーがバイオマスタードラゴンとバイオロードヘラクレスの2体のZODIACの魔獣を結合した超魔獣結合体。ビードス、ロブロブ、プテホスピス×2、ジメドロドン×2、ヤドカリン×2、ウミスズメン×2の10体の魔獣で構成されている。超スピード攻撃を得意とする。
- バイオゴットバハムート / HP15200（魔獣結合HP10200＋ZパワーHP5000）

バイオデスヴァリンがジャンの超Zパワーを受けて結合チェンジした最強超魔獣結合体。ワニゲラス、アンキロー、ナイトホーク、ロブロブ、ビードス、ヤドカリン×2、ウミスズメン×2、プテホスピス×2、ジメドロドン×2の13体の魔獣で構成されている。必殺技は「超破壊砲」。

### バイオパズラー 魔獣結合体 NEO-Z Part2
各300円（税別）。全2種類。ついに訪れた最終決戦。神が宿るとされる魔獣を操る男。死力を尽くして戦う魔界ゾーンと次元を超えて現れる異世界の勇者たち。今、神が降臨する。
バイオパズラーの最後のシリーズ。今までの全ての魔獣（番外編であるNEO Part1、NEO Part2を除く）が結集し、ダイアクマスをも支配下に置く最凶悪皇帝に最後の戦いを挑む。
組立モデルは組み替えで2種類の結合魔獣に組み合わせられるほか、モデルの一部にラメ入りの蓄光の塩ビパーツが使用されており、暗い所で発光する。
1.バイオセントペガサス / HP7200 ⇒ バイオナイトルシファー / HP11200（魔獣結合HP9200＋ZパワーHP2000）
バイオゴッドサタンを唯一操れるとされるバイオハンター・ゼーダが操るZODIACの魔獣。ウーマー（頭部 ⇒ 背中 / 600）、イヌワーシー（頭部と前脚の飾り＋上半身 ⇒ 胴体/ 400）、ハゲワーシー（前脚＋後脚の蹄 ⇒ 両脚 / 1000×2）、ハチドリン（下半身＋後脚 ⇒ 両腕 / 1600×2）、クマターカー（翼 ⇒ 頭部 / 1000）の7体の魔獣が結合する。バイオゴットバハムートの波動を浴び、バイオセントペガサスが結合チェンジすることでバイオナイトルシファーとなる。バイオセントペガサスは額のゴールドホーンから発射される電磁派サンダーストームで攻撃し、バイオナイトルシファーは見えない羽ステルスフェザーで全てを切り刻む。
2.バイオグレートサラマンダー / HP6700 ⇒ バイオクリスタルセイレーン / HP10700（魔獣結合HP8700＋ZパワーHP2000）
バイオセントペガサス（バイオナイトルシファー）と共にゼーダが操るZODIACの魔獣。ヨロイトカーゲ（頭部 ⇒ 尻尾の先端 / 600）、アチョーザメ（胴体 / 900）、ウーサイチョー（前脚 ⇒ 両腕 / 1200×2）、イシダーイ（後脚 ⇒ 両脚 / 800×2）、リューグー・ジョー（頭部の飾り＋尻尾 ⇒ 頭部 / 1200）の7体の魔獣が結合する。バイオゴットバハムートの波動を浴び、バイオグレートサラマンダーが結合チェンジすることでバイオクリスタルセイレーンとなる。バイオグレートサラマンダーは超重力攻撃グラビトンブレイクで敵を押しつぶし、バイオクリスタルセイレーンは冷凍波クリスタルダストで全ての物を凍らせ破壊する。
商品のバイオハンターのミニフィギュアはゼーダの妹であり、ジャンを魔界ゾーンへ導いた張本人であるナスターシャのものが付属する。
- バイオゴッドサタン・悪魔形態（サタンモード） / HP19900（魔獣結合HP11900＋SZパワーHP8000）

ゼーダがバイオセントペガサスとバイオグレートサラマンダーの2体のZODIACの魔獣を結合した真最強結合魔獣にして、ダイアクマスと思われていたものの正体。リューグー・ジョー、アチョーザメ、ハチドリン×2、ハゲワーシー×2、ウーサイチョー×2、イシダーイ×2、ヨロイトカーゲの11体の魔獣で構成されている。古の時代、サタンとの戦いに勝利した神が自身と戦ったサタンの姿を与えた制裁の魔獣であり、サタンが甦った時に友情や正義、愛情を信じない人間ばかりだったならば、サタンの体として世界を消滅させると計画した。
- バイオゴッドサタン・天使形態（ゴッドモード） / HP20000（魔獣結合HP9700＋GZパワーHP13000）

ゼーダがバン達全てのバイオハンターのバイオパワーを受けて、バイオナイトルシファーとバイオクリスタルセイレーンの2体のZODIACの魔獣を結合した神最強結合魔獣。クマターカー、アチョーザメ、ウーサイチョー×2、ハチドリン×2、イシダーイ×2、ヨロイトカーゲの9体の魔獣で構成されている。古の時代、サタンとの戦いに勝利した神が自らの姿を与えた救済の魔獣であり、人が生き延びる価値をもつものならば、神の存在の証として世界を救おうと計画した。

### その他
- バイオネオヘラクレス/ 結合ポイント3850

Part3の本編ストーリーに登場。バイオドラゴンを結合できないバンがPart2のバイオヘラクレスを中心にPart1のグリフォン、クラーケン、ミノタウラーの4体の結合魔獣をヘラクレスソードの力で結合したキング魔獣に相当する結合魔獣。カブトン、ヒグラシーン、シャーギン×2、シシオン、サソリーナ×2、サイゴミス×2、コンドラーの10体の魔獣で構成されている。
Part3の6番のカードの裏面の挿絵にてそのデザインが確認できるが、公式での組み立て方は公開されていない。
- バイオバーニングドラゴン/ 結合ポイント6250

コロコロコミックおよびイベントの企画用として考案された結合魔獣。コロコロ主催のイベントでは実際に組み立てられたモデルも展示されていた。発表当時販売されていたPart1、Part2の全ての結合魔獣が用いられており、ワニゲーター、インコーン×2、ドーベルン、エンギョーラ×2、ドブネズラー×2、シシオン、アンモン×2、イモンガ×2、ガスカンピー×2、コンドラーの16体の魔獣で構成されている。